# Timoléon Chapperon
Timoléon Chapperon, italianizzato in Timoleone Chapperon (Chambéry, 31 marzo 1808 – Chambéry, 22 ottobre 1867), è stato un politico francese.

## Biografia
Fu deputato del Regno di Sardegna per quattro legislature, eletto nei collegi di Rumilly e di Pont Beauvoisin.